# مقاتلات الجيل السادس

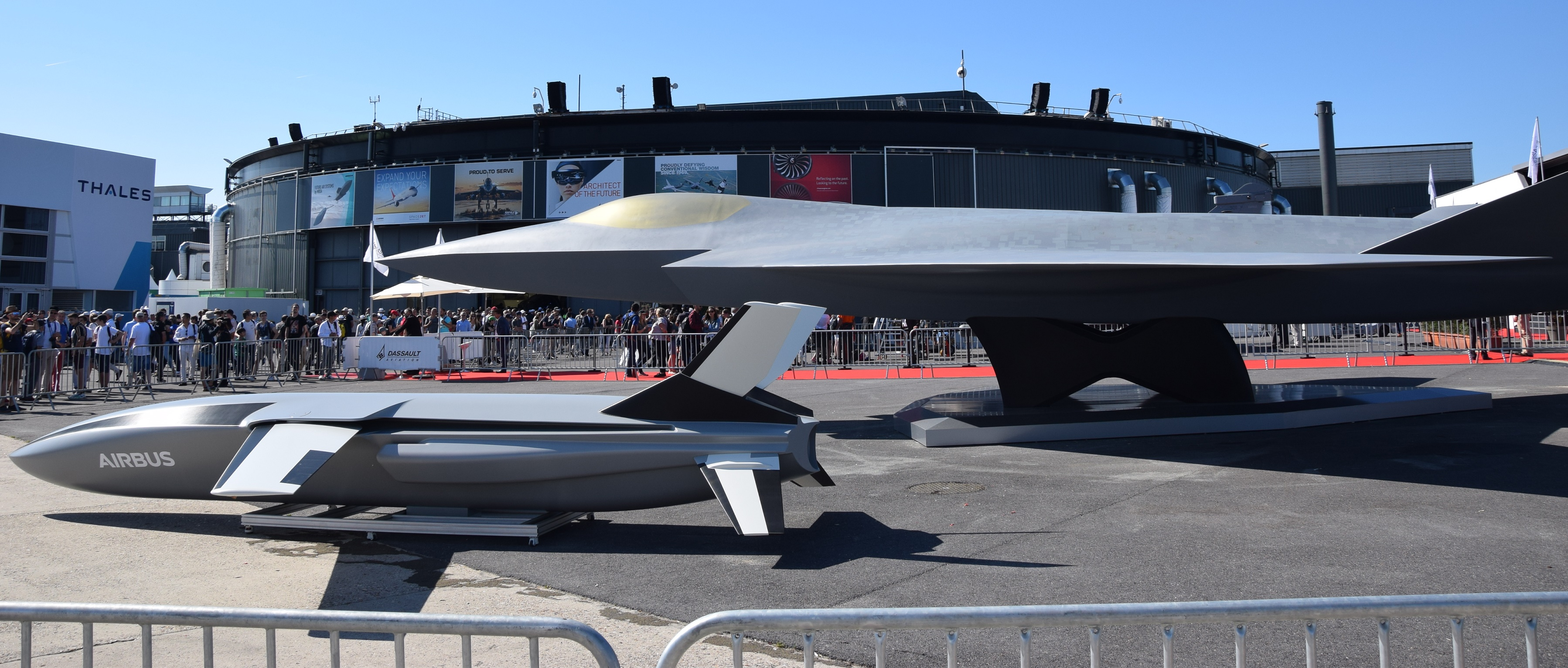
نموذج لمقاتلة من الجيل السادس في معرض باريس الجوي 2019. إنه يصور مقاتل الجيل الجديد بالإضافة إلى أحد «رجال الجناح الموالين» الأصغر بدون طيار.

مقاتلات الجيل السادس فئة مفاهيمية من الطائرات المقاتلة المصممة على نحو أكثر تقدماً من الجيل الخامس من الطائرات النفاثة المقاتلة التي تعمل حالياً في مجال الخدمة والتطوير. أعلنت عدة دول عن تطوير برنامج طائرات من الجيل السادس، بما في ذلك الولايات المتحدة والصين والمملكة المتحدة والهند وروسيا وإيطاليا والسويد واليابان وألمانيا وإسبانيا وتايوان وفرنسا والمملكة العربية السعودية.
ومن المتوقع أن تقوم القوات الجوية الأمريكية (USAF) والبحرية الأمريكية (USN) بإدخال مقاتلاتها من الجيل السادس لأول مرة بين 2025-2030. وتتابع القوات الجوية الأمريكية تطوير واكتساب مقاتلة من الجيل السادس من خلال برنامج Penetrating Counter Air لتحل محل طائرات التفوق الجوي الحالية مثل الـ McDonnell Douglas F-15 Eagle وتكملة للمشروعات الحالية في الخدمة مثل الـ F- 22. وتتابع الـ USN برنامجًا مشابهًا يسمى Next Generation Air Dominance، والذي يهدف أيضًا إلى اكمال طائرة Lockheed F-35 الأصغر واستبدال طائراتها الحالية مثل بوينغ إف/إيه-18إي/إف سوبر هورنت.
ومع ذلك، مع القليل جدًا من التقارير حول التقدم المحرز في مقاتلات الجيل السادس، تم الإبلاغ عن حدوث انزلاق في إنتاج متغيرات من مقاتلات الجيل الخامس مثل الـ F-35، وتأخر الجداول الزمنية للطائرات قيد التطوير مثل برنامج F/A-XX، بين هو إطار زمني أكثر واقعية بين عامي 2030-2035 لإيفاد مقاتلي الجيل السادس.

## عناصر التصميم المشتركة
أثناء مرحلة مبكرة من التطوير، ظهرت العديد من الخصائص المميزة المشتركة لجميع مفاهيم الجيل السادس من المقاتلات تقريبًا.
- المزيد من التصميم المعياري يتجاوز النقاط الصلبة للأجنحة مع إمكانية تبديل مكونات الطائرة الأساسية في غضون ساعات لتحسين متطلبات المهمة وتسهيل إدخال الترقيات المستقبلية.
- قمرة القيادة ذات المقعد الواحد فقط مع التدريب الذي يحدث في الغالب في أجهزة المحاكاة.
- يتم تشغيله اختياريًا بنفس هيكل الطائرة القادر على إجراء مهام يتم التحكم فيها عن بُعد أو التي يتم التحكم فيها بواسطة الذكاء الاصطناعي.
- السيطرة على سرب من الطائرات بدون طيار التي تقوم بدور دفاعي واستطلاع للمقاتلة المسيطرة.
- مشاركة بيانات ساحة المعركة Battlefield مع الطائرة التي تعمل كعقدة شبكة قادرة على إرسال واستقبال البيانات إلى منصات أخرى متعددة مثل الطائرات الأخرى أو المركبات الأرضية أو الأقمار الصناعية ومعالجة تلك البيانات على متن الطائرة لإنشاء قوائم أهداف جديدة ديناميكيًا أو تحديث معلمات المهمة أثناء الطيران.
- أسلحة بعيدة المدى مع قيام الطائرات بدون طيار بالاستطلاع داخل المجال الجوي للعدو وتزويد المقاتل ببيانات الاستهداف التي تظل بأمان خارج المجال الجوي للعدو.
- توليد طاقة كهربائية أكبر لتمكين تجهيز أسلحة الطاقة الموجهة مثل الليزر والـ CIWS.
- شاشة افتراضية مثبتة على خوذة قمرة القيادة تتيح للطيار رؤية 360 درجة والتخلص من شاشات قمرة القيادة.

## التنمية حسب البلد

### آسيا

#### البر الرئيسي للصين
الصين تمتلك نوعين من مقاتلات الجيل السادس هما 
تشنغدو جيه-36 و شنيانغ جيه-50
،يقال أن جيش التحرير الشعبي بدأ في تطوير مقاتلة من الجيل السادس. في عام 2019، تم الإعلان عن ابتكارات مهمة في تصميم وتطوير العديد من المكونات الرئيسية، بما في ذلك محرك الجيل التالي. وتخطط الصين لوضعها في الإطار الزمني من عام 2025 إلى عام 2030.

#### الهند
أعلنت القوات الجوية الهندية رسميا عن خطط لتطوير الجيل السادس من أنظمة القتال خلال يوم القوات الجوية في 8 أكتوبر/تشرين الأول 2020. وذكر رئيس الاتحاد أن النظام سيكون لديه «أسلحة طاقة موجهة، ومفهوم ذكي للوينغمان، ومنصات قتال مأهولة اختياريا، وطائرات بدون طيار من السوابير، وأسلحة هايبرسكوتية» ومعدات أخرى. وصرح رئيس الاتحاد الاياف لاونمانوراما بان لديهم «خريطة طريق واضحة» للجيل السادس من المقاتلين وان «عملية التخطيط» مستمرة.

#### تايوان
وفي أعقاب التهديد بالغزو من جانب جيش التحرير الشعبي، أعادت وزارة الدفاع في جمهورية تايوان تطوير الجيل التالي من الطائرات المقاتلة المقاتلة. بعد مرور ما يقرب من ثلاثين عاماً على انطلاق أول طائرة مقاتلة من طراز F-CK-1، أصبحت طائرة تدرب من طراز T-5 الخطوة الأولى في تطوير طائرة من طراز ROC (تايوان) وهي طائرة مقاتلة من الجيل السادس ترغب في موازنة التفوق الجوي على خط مستقيم.

#### اليابان
في عام 2010، كشفت وزارة الدفاع اليابانية عن مفهوم الجيل السادس من المقاتلات النفاثة الوطنية، i3 FIGHTER. سيعتمد هذا على مفاهيم 3I للطائرة التي تكون مطلعة وذكية وفورية. وفي 22 مارس 2016، أجرت اليابان أول رحلة لطائرة الاختبار Mitsubishi X-2 لهذا المشروع.

### أوروبا

#### فرنسا وألمانيا وإسبانيا
تخلت فرنسا عن أي محاولة لتطوير مقاتلة من الجيل الخامس، ونقلت الموارد بشكل مباشر إلى تطوير طائرة مقاتلة من الجيل السادس.
وفي يوليو 2017، أعلنت فرنسا وألمانيا أنهما ستطوران بشكل مشترك طائرة مقاتلة أوروبية جديدة من الجيل الجديد لتحل محل مقاتلات يوروفايتر تايفون وبانافيا تورنادو وداسو رافال.
دخلت القوات الجوية الألمانية، بالشراكة مع شركة Airbus Defense and Space، في المراحل الأولى من تطوير مقاتلة جديدة من الجيل السادس. يشترك في نفس الاسم مثل مشروع UCAV بريطاني سابق، نظام القتال الجوي الألماني المستقبلي (FCAS) وهو برنامج منفصل، من المتوقع أن يتم تشغيله في 2030-40. لا يُعرف سوى القليل عن المشروع حاليًا، بخلاف أنه من المحتمل أن تكون طائرات ذات مقعدين تعمل كمنصة قتالية بالإضافة إلى التحكم في الطائرات بدون طيار.
أعلنت إسبانيا في ديسمبر 2018 أنها ستنضم إلى المشروع.

#### روسيا
في 26 أغسطس 2013، كشفت روسيا أنها ستواصل تطوير مقاتلة من الجيل السادس. يقولون أن الطائرة ستكون على الأرجح بدون طيار. ومع ذلك، لم يتخطوا استكمال تطوير مشاريع مقاتلة من الجيل الخامس، مثل الـ Sukhoi Su-57 .
Mikoyan MiG-41 هي طائرة اعتراضية مقاتلة من الجيل السادس يتم تطويرها حاليًا بواسطة شركة Mikoyan. بدأ المشروع في عام 2019، وفي حالة شرائه من قبل القوات الجوية الروسية، يمكن الانتهاء من أول إنتاج من طراز MiG-41 في عام 2025، لدخول الخدمة بعد عام 2027.

#### المملكة المتحدة والسويد وإيطاليا
في يوليو 2014، أفادت مجموعة Jane's Information Group أن لجنة مختارة تابعة لمجلس العموم للدفاع نشرت تقريراً عن مستقبل المملكة المتحدة «بنية قوة الطيران القتالية بعد عام 2030». وقد سلط التقرير الضوء على إمكانية التزام المملكة المتحدة ببرنامج من الجيل التالي ربما يحل محل إعصار يوروفايتر الذي اعصار ما بعد عام 2030؛ ومنذ ذلك الوقت امتد العمر المتوقع للخدمة إلى نحو عام 2040.
وفي يوليو 2018، كشف وزير الدولة البريطاني للدفاع، جافين ويليامسون، عن إستراتيجية الطيران القتالي في المملكة المتحدة وأعلن عن تطوير مفهوم مقاتلة من الجيل السادس يسمى العاصفة لسلاح الجو الملكي في معرض فارنبورو للطيران 2018.
في عام 2019، انضمت السويد وإيطاليا إلى المشروع.
في عام 2019، تمت دعوة الهند واليابان أيضًا للانضمام إلى المشروع.

### شمال أمريكا

#### الولايات المتحدة الأمريكية

##### التاريخ
في أكتوبر 2012، صرح وكيل وزارة الدفاع للاستحواذ والاستدامة فرانك كيندال الثالث في مذكرة، «ليس من السابق لأوانه البدء في النظر في الجيل التالي من القدرات التي ستكمل يومًا ما وتحل محل الـ F-35 في نهاية المطاف.»
وفي أبريل 2013، بدأت DARPA دراسة لمحاولة ربط مفاهيم الـ USAF والـ USN.
يتضمن طلب الميزانية الصادر عن وزارة الدفاع الأمريكية (البنتاجون) في عام 2015 دراسات تؤدي إلى برنامج شراء في السنة المالية 2018.
كشف فرانك كيندال عن أن تمويل الجيل السادس الأولي من تطوير المقاتلات سيكون مطلوباً في ميزانية السنة المالية 2016. وستتولى قيادة الجيل القادم من جهود المقاتلات في البداية قيادة وكالة الدفاع عن الدفاع الجوي في إطار «مبادرة الهيمنة الجوية» لتطوير نموذج X-planes. ومن المعروف أن الوكالة والصناعة قد بدؤوا في إجراء بحوث داخلية حول تكنولوجيات الجيل السادس المحتملة لعدة سنوات. وأكد كيندال أن القوات البحرية والجوية ستركز كل منها على متطلبات المهام الخاصة بها.
في عام 2016، أعلنت القوات الجوية الأمريكية عن تغيير بالطبع في متابعة «شبكة من الأنظمة المتكاملة موزعة على عدة منصات» بدلاً من «الجيل السادس» في خطة التفوق الجوي 2030.
في 14 سبتمبر/أيلول 2020، أعلنت القوات الجوية الأمريكية أن نموذج لطائرة جزء من برنامج الجيل القادم للهيمنة الجوية قد حلقت لأول مرة في المؤتمر الجوي والفضائي والسبراني لمؤسسة القوات الجوية. ولا تزال التفاصيل مصنفة بدرجة عالية. لا توجد تفاصيل متوفرة حول تاريخ الرحلة الأولى للطائرة وموقعها وقدراتها. بالإضافة إلى ذلك، لا تتوفر معلومات حول الجهة المصنعة للطائرة.
في 21 مارس 2025 اعلن الرئيس الأمريكي دونالد ترامب عن منح شركة (بوينغ) عقد إنتاج المقاتلة من الجيل السادس وأطلق عليها اسم (بوينج إف-47). توقع الرئيس الأمريكي ان يبدأ الانتاج العامين القادمين. صرح الرئيس الأمريكي بإن نسخة تجريبية من المقاتلة كانت تحلق سراً على مدى الخمس سنوات الماضية. اضاف الرئيس الأمريكي بإن المقاتلة ستعمل كقائد سرب للمقاتلات بدون طيار المستقبلية لاختراق الدفاعات الجوية.

##### مبادئ التصاميم
يطلق على «الجيل القادم من الطائرات التكتيكية TACAIR»، وتسعى القوات المسلحة الأمريكية إلى مقاتلة ذات «قدرات معززة في مجالات مثل الوصول، والمثابرة، وقابلية البقاء، والسمة المركزية، والوعي الظرفي، وتكامل النظام البشري وتأثيرات الأسلحة»، في 4 نوفمبر 2010 حالات الاستشهاد. «سوف يكون لزاماً على النظام في المستقبل أن يتعارض مع الخصوم المجهزين بالجيل القادم من الهجمات الإلكترونية المتقدمة، وأنظمة الدفاع الجوي المتكاملة المتطورة، والكشف السلبي، والحماية الذاتية المتكاملة، وأسلحة الطاقة الموجهة، وقدرات الهجوم السيبراني. ولابد أن تكون قادرة على العمل في بيئة مكافحة الوصول/إنكار المناطق التي سوف تكون موجودة في الإطار الزمني 2030-2050».
ومن المتوقع أن تستخدم مقاتلات الجيل السادس محركات متقدمة مثل تقنية المحركات متعددة الاستخدامات التكيفية للسماح بنطاقات أطول وأداء أعلى. بدأ الحد من المخاطر في عام 2012 حتى يصبح بوسع تطوير المحركات أن يبدأ بحلول عام 2020. ومن المقرر أن يكون المحرك جاهزاً عندما تقدم البحرية طائرات مقاتلة في عام 2028 والقوات الجوية في عام 2032.
قال الجنرال في سلاح الجو الأمريكي مايك هوستينح إنه لم يقرر بعد أي من السمات التي ستحدد هوية مقاتلات الجيل السادس.
في نوفمبر/تشرين الثاني 2013، أصدر مختبر أبحاث القوات الجوية طلباً للحصول على معلومات لسلاح ليزر يمكن تركيبه على الجيل التالي من مقاتلات الهيمنة الجوية بحلول عام 2030. إن القوات الجوية مهتمة بثلاث فئات من أجهزة الليزر: الطاقة المنخفضة لإضاءات وتعقب واستهداف وإلحاق الهزيمة بأجهزة استشعار العدو؛ والقوة المتوسطة للحماية من أجل تدمير الصواريخ القادمة؛ والقوة العالية لإلحاق الإهانات طائرات العدو والأهداف البرية. تعمل أدوات التحكم في الليزر والأنظمة على ارتفاعات من مستوى سطح البحر إلى 65000 قدم بسرعات من 0.6 ماخ إلى 2.5 ماخ. ومن المقرر أن تكون عمليات إرسال الليزر عند مستوى الاستعداد التكنولوجي 4 (تعمل المكونات الأساسية في مختبر) بحلول أكتوبر 2014، وتريد القوات الجوية أن يكون النظام عند مستوى الاستعداد التكنولوجي 5 (تعمل مكونات النظام في بيئة محاكاة) أو أعلى بحلول عام 2022. وتطلب المؤسسة تقديم عروض تتضمن وصفاً مفصلاً في شكل مفيد عسكرياً، ومشاكل وحلول محتملة، وتقديرات التكاليف.
وقد أوصت شركة راند بأن تتجنب الخدمات العسكرية الأمريكية برامج مشتركة لتطوير تصميم مقاتلة من الجيل السادس. ولقد توصلت دراسات أجرتها شركة راند إلى أن المتطلبات المختلفة للبرامج المعقدة الخاصة بالخدمات في البرامج المشتركة السابقة أدت إلى التوصل إلى حلول وسط من شأنها أن تزيد التكاليف إلى حد كبير عن البرامج العادية ذات الخدمة الواحدة. في مقارنة بين أربعة برامج خدمة مشتركة حديثة (F-35، مقاتل الضربة المشتركة، تي-6A نظام تدريب الطائرات الأولية المشتركة من تكساس 2، E-8 JSTARS، V-22 Osprey) وأربعة برامج حديثة أحادية الخدمة (C-17 Globemaster III، F/A-18E/F Super Hornet، F-22 Raptor، T-45 Goshawk) وارتفعت تكاليف البرامج المشتركة بنسبة 65 في المئة بعد تسع سنوات من قرار «ميللستون بي» بالانتقال إلى تطوير الهندسة والتصنيع مقابل 24 في المئة للبرامج المستقلة خلال نفس الفترة الزمنية.
وقد بدأ تطوير محركات الجيل السادس من المقاتلين بالفعل ليكون أكثر كفاءة في صناعة الطائرات بشكل أسرع ومنحها مدى أطول. في حين تعمل المحركات الحالية على أفضل نحو عند نقطة واحدة في نطاق الرحلات الجوية، فإن المحركات الأحدث قد تغير نسب التجاوز لديها لتحقيق أعلى كفاءة في أي سرعة أو ارتفاع. وهذا من شأنه أن يمنح الطائرة نطاقاً أكبر كثيراً، وتسارعاً أسرع، وكفاءة أعلى في السرعة دون السرعة الفائقة. يمكن للمحرك متغير الدورة أن يقوم بتهيئة نفسه ليتصرف كطائرة توربينية بسرعات تفوق سرعة الصوت، بينما يعمل كمروحة توربينية عالية التجاوز من أجل قيادة فعالة بسرعات أبطأ؛ قد لا تكون القدرة على القيام برحلة فائقة مطلبًا مهمًا، ولكن من المحتمل أن يكون قادرًا على استخدام هذا النوع من المحركات. من المكونات المهمة هي المروحة المتكيفة للسماح للمحرك بتغيير نسبة تجاوز المحرك وفقًا للارتفاع والسرعة مع تدفق ثالث للهواء لزيادة نسبة تجاوز المحرك أو خفضها. وسوف يتم استخدام تهيئة منخفضة التجاوز في عمليات الإقلاع وهروب أسرع من الصوت، كما أن تهيئة المسار المباشر العالي سوف تكون ذات كفاءة عالية في السحب. تمتلك القوات البحرية الأمريكية والقوات الجوية برامج تطوير مقاتلة من الجيل السادس، ولكن كلتا الخدتين تعملان معًا على تطوير المحركات. وتهدف القوات الجوية إلى اتخاذ قرار بشأن نقطة تحول بحلول عام 2018، مع إصدار إنتاج جاهز بحلول عام 2021. وتشمل الشركات المشاركة في تطوير الجيل التالي من المحركات شركة General Electric وشركة Pratt & Whitney.
في 30 يوليو 2014، تحدث الجنرال مايك كرهينة عن الطبيعة المتطورة لمتطلبات الجيل السادس المقترحة من المقاتلين في حدث استضافته رابطة القوات الجوية. ومنذ أن أصدرت قيادة مكافحة الجو طلباً للمعلومات في عام 2009 للحصول على ردود فعل من الصناعة بشأن الجيل السادس من تقنيات الهيمنة الجوية، قيل للفرق التي تفكر في المتطلبات ألا تفكر في «منصة» مثل طائرة مقاتلة ذات مقعد واحد ذات عدد معين من المحركات. وقد لاحظ الرهينة أنه إذا كان الجيل القادم من قدرات الهيمنة الجوية يأتي من الضغط على «زر واحد على لوحة مفاتيح يجعل جميع خصومنا يقعون على الأرض»، فسيكون ذلك مقبولا. وحتى الآن كانت مفاهيم القوات الجوية والصناعة تدور حول طائرات بلا مخلفات تفوق سرعة الصوت. ومن بين القيود الرئيسية التي تحد من الاعتماد على منصة واحدة أنها تحمل حمل أسلحة محدود، لذا فقد سعت الـ RFI الأصلية إلى التوصل إلى حلول أرضية وغير حركية، في ظل أي تكنولوجيا من الجيل السادس مطلوبة للحصول على مجلة أكبر من حلول المقاتلات الحالية.
هناك اختلافات كبيرة بين رؤى البحرية والقوات الجوية لمفاهيم الجيل القادم من الطائرات الخاصة بها، ولكن كلاً منهما يتفق على بعض الجوانب الأساسية المميزة التي سوف يتقاسمها. ومن المقرر أن تعرض المقاتلات الأميركية من الجيل السادس الذكاء الاصطناعي كمساعدة في اتخاذ القرار للطيار، وهو ما يشبه من حيث المفهوم الكيفية التي يتم بها استخدام اندماج الحساس المتقدم من قِبَل طائرات الـ F-22 والـ F-35. كما سيتوفر لديهم إمكانية تحديد المواقع والملاحة والتوقيت (PNT)، فضلاً عن الاتصالات التي تسمح بحركة البيانات الكبيرة بين طائرتي الخدمة.
في فبراير 2015، قال الجنرال هربرت كارليسل في سلاح الجو إن التسلل «مهم بشكل لا يصدق» للجيل القادم من مقاتلات F-X. ويتناقض هذا مع تصريحات رئيس العمليات البحرية الأميرال جوناثان جرينيرت بأن مقاتلتهما من طراز F/A-XX قد لا تركز على البقاء على قيد الحياة بقدر ما تضحي بالسرعة والحمولة الصافية. على عكس برامج التطوير الـ F-22 والـ F-35 السابقة التي اعتمدت على التقنيات الجديدة التي دفعت التكلفة وتأخر المقدمة، فإن القوات الجوية تعتزم اتباع مسار منهجي للحد من المخاطر بحيث تشمل النماذج الأولية، والعرض التوضيحي للتكنولوجيا، وتعمل هندسة الأنظمة قدر الإمكان قبل أن تبدأ صناعة الطائرات بالفعل. ويصف كارليسل قدرة الجيل السادس على الإضراب، ليس فقط كطائرة، بل وأيضاً كنظام من الأنظمة التي تتضمن الاتصالات، والقدرات الفضائية، والمواجهة، والخيارات المتاحة.
في مارس 2015، كشفت البحرية عن أنها تعمل مع القوات الجوية من أجل إجراء تحليل مشترك للبدائل (AoA) في عام 2016 للجيل التالي من مقاتليها؛ ومن المسموح لهم أن يأخذوا AoA مشترك، ثم يحددوا حل خدمة جيد لكل خدمة. تركز البحرية على استبدال قدرات المقاتل مع مجموعة واسعة من الخيارات لسوبر هورنيت، فضلا عن EA-18G Growler. وسوف يعمل AoA بالتوازي مع العديد من جهود التصميم والتكنولوجيا الأخرى بما في ذلك تكنولوجيا المحرك، وقوالب إطار الهواء، والنطاق العريض، وتخلّف الأشعة تحت الحمراء، والطرق الجديدة للسيطرة على الطيف الكهرومغناطيسي. وسوف يستند جزء من حسابات البحرية إلى الكيفية التي تعمل بها F-35C كعقدة حساس أمامي حرجة للجناح الجوي الحاملة. كيف يتكامل الجيل الخامس F-35C مع بقية الجناح الهوائي لتوفير قدرات أكبر مما يمكن للمنصة نفسها القيام به قد يضفي على الجيل السادس من F/A-XX. من المقرر أن تزيد الطائرات البحرية من السرعة والمدى بشكل كبير بالمقارنة مع سوبر هورنيت.
في أبريل 2015، أصدر مركز تقييمات الاستراتيجية والميزانية (CSBA) تقريرًا خلص إلى أن الجيل التالي من المقاتلات التابعة للقوات الجوية الأمريكية يجب أن تكون أكبر وأكثر تشبهًا بمنفّذ العمليّة من مقاتلة تقليدية صغيرة قادرة على المناورة. وقد حلل أكثر من 450 1 من الاشتباكات الجوية منذ عام 1965 ووجد أن الأسلحة وأجهزة الاستشعار البعيدة المدى قد خفضت بشكل كبير من حالات العقائد. مع زيادة أنظمة الدفاع الجوي باستخدام مستشعرات إلكترونية وأشعة تحت الحمراء وأسلحة عالية السرعة، قد تكون التصميمات التقليدية التي تعتمد على الحجم الصغير والسرعة العالية والقدرة على المناورة أقل ملاءمة وأسهل في الاعتراض. ونتيجة لهذا فإن CSBA يقترح بناء مقاتلة أكبر كثيراً اعتماداً على أجهزة الاستشعار المعززة، والسيطرة على التوقيع، والوعي الظرفي المتشابك، والأسلحة البعيدة المدى للغاية لإتمام التعاقدات قبل اكتشافها أو تعقبها. فالطائرات الأكبر حجماً سوف يكون لها نطاق أكبر من شأنه أن يمكنها من تمركز المزيد من المناطق القتالية، وأن تتمتع بقدرات أكبر على الرادار والكشف عن الأشعة تحت الحمراء، وتحمل صواريخ أكبر وأطول مدى (سلاح الاشتباك البعيد المدى). يمكن تزويد إطار هواء واحد بملحقات مختلفة لملء العديد من الأدوار. ويمكن لمفهوم عدد صغير من الطائرات المقاتلة الكبيرة بين القارات المدججة بالسلاح أن يربط نفسه بتطوير قاذفة القنابل طويلة المدى.
في نوفمبر 2016، أعلن المجلس الاستشاري العلمي التابع للقوات الجوية الأمريكية عن إجراء دراسات حول منصة تعمل في مجال Penetrating Counter Air أو (PCA) والتي تجمع بين المدى الطويل والسرعة الفائقة وقدرات التخفي والقدرة على المناورة، وسيتم إرسال هذه الدراسات إلى ميدان التجارب بحلول عام 2030. وسوف يكون نطاقها أطول كثيراً من أن تطير لمسافات طويلة عبر المحيط الهادئ، وخاصة في موقف حيث القواعد الجوية بالقرب من الصين غير متاحة أو إذا دمرت ناقلات جوية. وسوف يرافق هذا أيضاً قاذفات القنابل في أعماق روسيا أو الصين، حيث يشتمل التهديد المتوقع على رادارات الدفاع الجوي المتقدمة. ومن بين هذه التدابير التخفي ضد رادارات منخفضة التردد أو عالية التردد للغاية (مثل رادارات نظام الصواريخ S-400)، والذي يتطلب إطار جوي لا يحتوي على مثبتات عمودية. وهناك متطلب آخر يتمثل في حمولة صافية أكبر بكثير من الطائرة الحالية التي تفوق الهواء مثل الطائرة F-22. إن تقنية محرك الدورة المتكيفة هي خيار قيد النظر بالنسبة إلى PCA، نظراً لأن البديل سيكون طائرة كبيرة جداً.

##### أمثلة
في سبتمبر/أيلول 2011، كشفت شركة بوينج النقاب عن مفهوم المقاتلة من الجيل السادس للبحرية الأميركية والقوات الجوية. ومن المقرر أن يكون سوبر كروز والطيران أسرع وأبعد من الـ F-35 وتمول بوينغ المشروع بنفسها حتى يبدأ برنامج رسمي للمقاتلة في الاستعداد للتصميم.
كشف قسم أعمال skunk Works التابع لشركة Lockheed Martin عن تصميم مفاهيمي للجيل القادم من الطائرات المقاتلة يقدم أول تلميحات لاستراتيجية تكنولوجية طموحة طويلة الأجل للطبقة الجديدة من الطائرات التكتيكية التي ستنشأ بعد عام 2030. وقد نشر هذا المفهوم في تقويم عام 2012، والذي تم توزيعه على الصحفيين. وقد دعت شركة لوكهيد مارتن إلى زيادة السرعة والنطاق والتخلين وهياكل العلاج الذاتي.
وفي يناير/كانون الثاني 2015، كشف نورثروب غرومان عن أنه وقف فرقاً مكرسة لتطوير مقاتلة من الجيل السادس وأنها سوف تتنافس على المقاتلة التالية. وقد أنشئت أفرقة فردية للتركيز على المتطلبات المحددة المنفصلة للبحرية والقوات الجوية. وتشير الشركة إلى أنها تنظر إلى طائرة فائقة الصوت من دون مخلفات، وهو شيء لم ينشأ من قبل بسبب التعقيد؛ وقد يكون أيضا مأهولة اختياريا.

## المقاتلات النفاثة المقترحة من الجيل السادس
- روسيا - تعمل على مشروع Mikoyan MiG-41
- المملكة المتحدة/ إيطاليا/ السويد - يعملون على مشروعTempest
- الولايات المتحدة - تعمل على عدة مشاريع هي Air Force - F-X / Penetrating Counter Air/ Next Generation Air Dominance [57][58] Navy - F/A-XX
- الصين- تعمل على مشروعين و هما 
تشنغدو جيه-36 و شنيانغ جيه-50
- الهند- تعمل على مشروع AMCA mk2.[8]
- اليابان - تعمل على مشروع F-X Japan
- فرنسا/ ألمانيا/ إسبانيا - يعملون على مشروع Dassault/Airbus FCAS